# Nowe Mostki
Nowe Mostki [ˈnɔvɛ ˈmɔstki] est un village polonais de la gmina de Sochaczew dans le powiat de Sochaczew et dans la voïvodie de Mazovie.